# مؤسسة الكويت للتقدم العلمي
مؤسسة الكويت للتقدم العلمي هي مؤسسة خاصة غير ربحية، أُنشِئت بموجب مرسوم أميري صدر عام 1976 بتوجيه من أمير الكويت الراحل الشيخ جابر الأحمد الجابر الصباح، وذلك تحقيقًا لرؤيته الطويلة الأمد الرامية إلى نشر ثقافة علمية وتكنولوجية وابتكارية مزدهرة وتشجيعها من أجل كويت مستدامة. ونصَّ سند إنشاء المؤسسة لدى انطلاقها على التزام شركات القطاع الخاص الكويتية بالمساهمة بنسبة 5% من صافي أرباحها السنوية لدعم أنشطة المؤسسة، قبل أن تُخفَّض هذه النسبة تدريجيًّا لتصبح حاليا 1%.

## أهدافها
تعمل المؤسسة على تعزيز بيئة العلوم والتكنولوجيا والابتكار من خلال نشر المعرفة عبر عدد من الطرق، مننها الإصدارات العلمية والكتب والفعاليات المجتمعية، كما تتعاون المؤسسة مع مؤسسات محلية ودولية لرفع جودة الأبحاث في الكويت وصياغة حلول واستراتيجيات مبتكرة في المجالات ذات الأولوية الوطنية، إضافة إلى تعزيز دور القطاع الخاص في مجالات العلوم والتكنولوجيا والابتكار من خلال دعم قدرات البحث والتطوير لديه، و تشجيع شركات ذلك القطاع على زيادة استثماراتها في هذه المجالات الحيوية.
وتسعى المؤسسة إلى زيادة فرص استفادة المجتمع المحلي من الشراكات التي تركز على تعزيز الفعاليات الوطنية للعلوم والتكنولوجيا، من خلال تعاونها على المستويَين الإقليمي والدولي مع مؤسسات أكاديمية وبحثية مرموقة عالميًّا، وأيضًا مع كبرى شركات القطاع الخاص.
إضافة إلى ذلك، أنشأت المؤسسة مراكز علمية متخصصة ومتميزة تُموِّلها باستمرار؛ بهدف نشر المعرفة العلمية وتطوير مهارات الشباب وتشجيع الأبحاث العلمية والإبداعات في مجالات العلوم والتكنولوجيا والابتكار، وفتح آفاقٍ جديدة حول سُبل مواجهة التحديات الوطنية من خلال البحث والتطوير.

## أعضاء مجلس الإدارة
مجلس الإدارة. 
- الشيخ مشعل الأحمد الجابر الصباح أمير الكويت - رئيس مجلس الإدارة
- الشيخ الدكتور مشعل جابر الأحمد الصباح
- مصطفى جاسم الشمالي
- ضاري عبد الله العثمان
- عبد الله يوسف الغنيم
- إبراهيم راشد الرشدان
- أماني سليمان بوقماز
- مدير عام المؤسسة: د. خالد علي محمد الفاضل.

## جوائز المؤسسة
تقدم المؤسسة جوائز سنوية للباحثين في الكويت والعالم الإسلامي في مختلف العلوم، وهي:
- جائزة الكويت.
- جائزة المنظمة الإسلامية في العلوم الطبية
- جائزة معرض الكويت للكتاب
- جائزة الزراعة والثروة الحيوانية والسمكية
- جائزة أفضل بحث
- جائزة الإنتاج العلمي
- جائزة الكويت الإلكترونية

## المراكز التابعة للمؤسسة
- المركز العلمي.
- مركز دسمان لأبحاث وعلاج أمراض السكر.
- مركز صباح الأحمد للموهبة والإبداع
- مركز جابر الأحمد للتصوير الجزيئي
- شركة التقدم العلمي للنشر والتوزيع
- أكاديمية التقدم العلمي

## وصلات خارجية
- موقع المؤسسة